# Ruslan Alekhno
Ruslan Alekhno (Bobruisk, 14 de outubro de 1981) é um cantor proveniente da Bielorrússia, e o primeiro representante da Bielorrússia, no Festival Eurovisão da Canção 2008, na sua 53º edição.